# Narciarstwo wodne na Igrzyskach Śródziemnomorskich 2013
Narciarstwo wodne na Igrzyskach Śródziemnomorskich 2013 odbywało się w dniach 22–23 czerwca 2013 roku. Zarówno kobiety, jak i mężczyźni rywalizowali w slalomie w Atatürk Parkı.

## Podsumowanie

### Klasyfikacja medalowa
| Klasyfikacja medalowa | Klasyfikacja medalowa | Klasyfikacja medalowa | Klasyfikacja medalowa | Klasyfikacja medalowa | Klasyfikacja medalowa |
| Miejsce               | Państwo               | Złoto                 | Srebro                | Brąz                  | Razem                 |
| --------------------- | --------------------- | --------------------- | --------------------- | --------------------- | --------------------- |
| 1                     | Francja               | 1                     | 2                     | 0                     | 3                     |
| 2                     | Włochy                | 1                     | 0                     | 2                     | 3                     |
| Razem                 | Razem                 | 2                     | 2                     | 2                     | 6                     |

### Medaliści
| Konkurencja | 1. miejsce    | 2. miejsce        | 3. miejsce     |
| ----------- | ------------- | ----------------- | -------------- |
| Mężczyźni   | Carlo Allais  | Thibault Dailland | Matteo Luzzeri |
| Kobiety     | Manon Costard | Clementine Lucine | Beatrice Ianni |